# ژادانی
ژادانی (به مجاری:  Zsadány) یک منطقهٔ مسکونی در مجارستان است که در ناحیه شارکاد واقع شده‌است. ژادانی ۶۵٫۸۶ کیلومتر مربع مساحت و ۱٬۸۰۷ نفر جمعیت دارد.